# Feröeri Egyetem
A Feröeri Egyetem egy állami egyetem Feröer fővárosában, Tórshavnban. Három karból áll: feröeri nyelv és irodalom, természet- és műszaki tudományok, valamint történelem és társadalomtudományok. Az egyetem mindhárom kara kínál BSc, MSc és PhD képzést is. Az oktatás nyelve a feröeri, egyedüliként a világ egyetemei közül. A feröeri kormánytól kapott éves támogatás 19 millió dán korona. Az egyetem kutatási projektjeiben szorosan együttműködik a Koppenhágai Egyetemmel és az Izlandi Egyetemmel.

## Történelem
A Feröeri Egyetemet 1965-ben alapították Academia Færoensis néven az 1952-ben létrehozott Feröeri Tudományos Társaság tagjai. Más tevékenységei mellett a társaság kiadott egy tudományos folyóiratot, valamint átfogó munkát végzett a feröeri szókincs összegyűjtése érdekében.
Az egyetem egyetlen professzorral (Christian Matras) és egy irodavezetővel (Maud Heinesen) indult. Az első években egyéves kurzusokat kínált természetrajzból és feröeri nyelvből tanárok számára. Az éves tanártovábbképzések az 1980-as évek végéig folytatódtak, amikor az oktatási hivatal vette át a feladatot.
Az éves továbbképző tanfolyamok mellett az egyetem nyilvános előadásokat szervezett számos témában, valamint esti iskolát feröeri nyelvből. 1967-ben az egyetem felállított egy gyűjtőbizottságot is, amelynek feladata a feröeri népi kultúra emlékeinek megőrzése volt. Ma ez az anyag a Feröeri Nyelv- és Irodalomtudományi Kar gyűjteményében található meg. Egy további bizottságot jelöltek ki 1972-ben feröeri himnuszok és balladák gyűjtésére.
A felsőfokú oktatás 1970-ben indult egy filozófia kurzussal, ahol az év végén záróvizsgát kellett tenni. Az oklevelet adó képzések 1972-ben indultak egy filozófiai és egy természettudományi szakon. 1982 óta matematika-fizika, illetve biológia-kémia szakon is rendszeres oktatás folyik, valamint 1987 óta számos szakterületen indult BSc képzés.

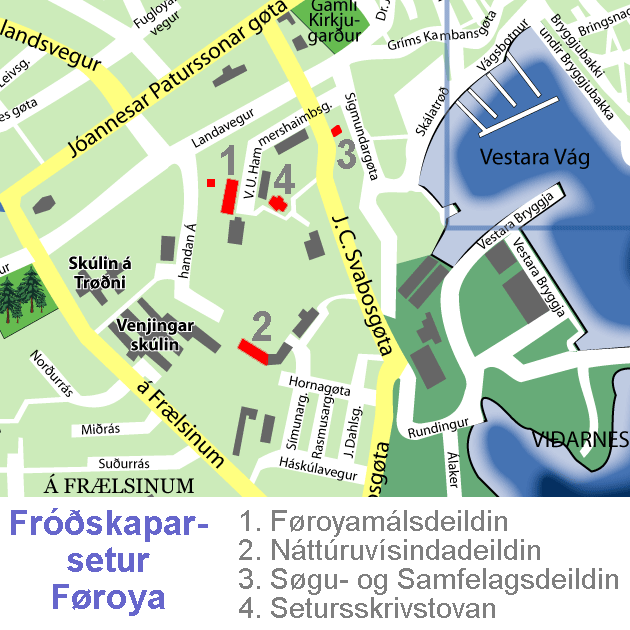
A Feröeri Egyetem épületeinek elhelyezkedése Tórshavnban

1974-ben a Feröeri Nyelv- és Irodalomtudományi Kar is elindította okleveles képzéseit. Eleinte csak egyéves képzések indultak, de 1976-ban már kétéves képzés (exam.Arts) is indult. 1987-ben lehetővé vált a továbbtanulás is (cand.phil).